# Wilhelm Molly
Wilhelm Molly (25 de octubre de 1838-18 de febrero de 1919) fue un médico alemán en la mina de zinc de Moresnet.
Fue quien promovió el Estado independiente conocido como Amikejo (lugar de amistad), cuyo lenguaje oficial era el esperanto. Dicha entidad fue proclamada en agosto de 1908 en la zona de Moresnet Neutral, no obstante duró solo unos pocos días, pues ni Bélgica ni Alemania tenían la intención de renunciar a su soberanía sobre el territorio.
Aprendió esperanto gracias a su contacto con el doctor Gustave Roy.
Era miembro de una logia masónica conocida como «Zu den drei Weltkugein» (Los tres globos).